# Боронин, Александр Михайлович
Александр Михайлович Боронин (род. 1937) — советский и российский микробиолог, доктор биологических наук, профессор, специалист в области биологии бактериальных плазмид, генетики микроорганизмов, член-корреспондент РАН (1994).

## Биография
Родился 30 сентября 1937 года в городе Сенгилее Ульяновской области.
В 1965 году — окончил биолого-почвенный факультет МГУ.
После окончания ВУЗа пришел на работу в основанный в том же году Институт биохимии и физиологии микроорганизмов.
C 1988 года по настоящее время — директор этого института.
В 1994 году — избран членом-корреспондентом РАН.

## Научная деятельность
Автор более 300 научных публикаций и авторских свидетельств.
Его работы послужили основой для использования микроорганизмов-биодеструкторов для очистки окружающей среды от загрязнений и ризосферных микроорганизмов в качестве средств защиты сельхозрастений от фитопатогенов, что увеличивает их урожайность.
Под его руководством защищено 23 кандидатских и 2 докторских диссертации.

## Общественная деятельность
Один из организаторов Пущинского государственного университета (сейчас это — Пущинский государственный естественно-научный институт), 12 лет являлся ректором этого ВУЗа, а в настоящее время — Президент университета.
Участие в научных организациях
- член Президиума Пущинского научного Центра
- заместитель Председателя Московского областного Совета по научно-технической и инновационной политике при Губернаторе Московской области
- член редколлегий научных журналов: «FEMS Microbiology Rev.», «Микробиология», «Генетика», «Биотехнология», «Прикладная биохимия и микробиология»

## Награды[2]
- Орден Дружбы народов
- Орден «Знак Почёта»
- Лауреат Премии Президента РФ в области образования
- Лауреат Премии за 2005 год Международной академической издательской компании «Наука/Интерпериодика» за лучшую публикацию
- Благодарность Президента Российской Федерации (5 февраля 2024 года) — за заслуги в развитии отечественной науки, многолетнюю плодотворную деятельность и в связи с 300-летием со дня основания Российской академии наук[3]